# 2 Dy a Ni

2 Dy a Ni (ou Dau Dy a Ni) est une série télévisée galloise en 13 épisodes produite par Boomerang et diffusée en 2008 sur la chaîne galloise S4C.
La scène se déroule dans une maison d'accueil dans les South Wales Valleys (en). Shelley Rees (en) qui joue le rôle de Jo Pugh, un des personnages principaux, a été nommée à un prix BAFTA gallois. Dyrfrig Morris joue le rôle du père et Carli De'La Hughes le personnage de Sam, l'enfant accueilli dans la famille.